# Караджа, Эфеджан
Эфеджан Караджа (тур. Efecan Karaca; 16 ноября 1989 года, Фатих) — турецкий футболист, играющий на позиции полузащитника. Ныне выступает за турецкий клуб «Аланьяспор» и сборную Турции.

## Клубная карьера
Эфеджан Караджа — воспитанник стамбульского «Галатасарая». В августе 2008 года он был отдан в аренду клубу Первой лиги «Газиантеп ББ».
Сезон 2009/10 Эфеджан Караджа отыграл за другую команду Первой лиги «Карталспор». В первой половине сезона 2010/11 полузащитник представлял клуб Первой лиги «Аданаспор», а во второй — «Адана Демирспор» из того же города, выступавший тогда во Второй лиге. Затем в его карьере были «Сарыер» и «Карталспор».
В июле 2013 года Эфеджан Караджа перешёл в клуб Второй лиги «Аланьяспор», с которым спустя год вышел в Первую лигу. А ещё через два года «Аланьяспор» впервые в своей истории завоевал себе место в Суперлиге. 19 ноября 2016 года Эфеджан Караджа дебютировал на высшем уровне, выйдя на замену в гостевой игре с «Османлыспором». 19 марта 2017 года он забил свой первый гол в рамках Суперлиги, открыв счёт в гостевом поединке против «Бурсаспора».